# Bogoslov, Kiustendil
Bogoslov (în bulgară Богослов) este un sat în comuna Kiustendil, regiunea Kiustendil,  Bulgaria. 

## Demografie
Componența etnică a satului Bogoslov
     Bulgari (99,46%)
     Nicio identificare (0,53%)
     Altele (0%)
La recensământul din 2011, populația satului Bogoslov era de 371 locuitori. Din punct de vedere etnic, majoritatea locuitorilor (99,46%) erau bulgari. Pentru 0,53% din locuitori nu este cunoscută apartenența etnică.